# A Lyga 1993-94
La A Lyga 1993-94 fue la cuarta edición del torneo de Fútbol más importante de Lituania desde su independencia de Unión Soviética y contó con la participación de 12 equipos.
El ROMAR Mazeikiai gana su primer título de liga.

## Resultados

### Clasificación
| Pos. | Equipo               | Pts. | PJ | G  | E | P  | GF | GC | Dif. | Clasificación o descenso              |
| ---- | -------------------- | ---- | -- | -- | - | -- | -- | -- | ---- | ------------------------------------- |
| 1    | ROMAR (C)            | 55   | 22 | 17 | 4 | 1  | 53 | 10 | +43  | Ronda Preliminar UEFA Cup             |
| 2    | Žalgiris             | 54   | 22 | 17 | 3 | 2  | 57 | 13 | +44  | Ronda Clasificatoria Cup Winners' Cup |
| 3    | Ekranas              | 44   | 22 | 13 | 5 | 4  | 48 | 12 | +36  |                                       |
| 4    | Panerys              | 41   | 22 | 12 | 5 | 5  | 35 | 17 | +18  |                                       |
| 5    | FBK Kaunas           | 40   | 22 | 12 | 4 | 6  | 31 | 18 | +13  |                                       |
| 6    | Aras                 | 27   | 22 | 6  | 9 | 7  | 31 | 27 | +4   |                                       |
| 7    | Sirijus              | 26   | 22 | 7  | 5 | 10 | 25 | 31 | −6   |                                       |
| 8    | Inkaras              | 20   | 22 | 4  | 8 | 10 | 22 | 34 | −12  |                                       |
| 9    | Sakalas              | 21   | 22 | 6  | 3 | 13 | 22 | 50 | −28  |                                       |
| 10   | Geležinis Vilkas (D) | 16   | 22 | 3  | 7 | 12 | 14 | 50 | −36  | Descenso a la 1 Lyga                  |
| 11   | Žydrius (D)          | 10   | 22 | 1  | 7 | 14 | 12 | 46 | −34  | Descenso a la 1 Lyga                  |
| 12   | Tauras-Karšuva (D)   | 10   | 22 | 2  | 4 | 16 | 13 | 55 | −42  | Descenso a la 1 Lyga                  |

 Fuente: RSSSF.com

### Partidos
| Local \ Visitante | ARA | EKR | FBK | GEL | INK | PAN | ROM | SAK  | SIR | TAU | ŽAL | ŽYD  |
| ----------------- | --- | --- | --- | --- | --- | --- | --- | ---- | --- | --- | --- | ---- |
| Aras              |     | 0–0 | 2–2 | 3–0 | 2–2 | 1–1 | 0–1 | 3–0  | 0–2 | 2–2 | 0–1 | 3–1  |
| Ekranas           | 1–1 |     | 1–0 | 4–0 | 4–0 | 0–0 | 2–0 | 10–0 | 1–0 | 1–0 | 1–2 | 10–1 |
| FBK Kaunas        | 1–0 | 2–1 |     | 1–1 | 2–0 | 0–1 | 0–0 | 5–0  | 1–0 | 2–0 | 0–3 | 3–0  |
| Geležinis Vilkas  | 0–1 | 0–0 | 1–2 |     | 1–1 | 0–3 | 0–1 | 1–0  | 0–2 | 0–1 | 1–7 | 1–0  |
| Inkaras           | 1–1 | 0–1 | 1–0 | 2–2 |     | 1–1 | 1–1 | 3–0  | 1–2 | 4–0 | 0–1 | 2–0  |
| Panerys           | 1–0 | 1–2 | 0–2 | 1–1 | 1–0 |     | 1–3 | 2–0  | 2–0 | 4–0 | 4–1 | 1–0  |
| ROMAR             | 3–1 | 2–1 | 3–0 | 9–0 | 8–0 | 2–1 |     | 3–1  | 6–1 | 4–0 | 1–0 | +:-  |
| Sakalas           | 1–1 | 0–2 | 1–2 | 1–0 | 2–1 | 1–2 | 0–1 |      | 2–1 | 0–1 | 1–1 | 1–1  |
| Sirijus           | 1–4 | 1–0 | 1–1 | 1–1 | 2–0 | 1–1 | 0–1 | 0–3  |     | 4–0 | 0–3 | 2–2  |
| Tauras-Karšuva    | 1–1 | 0–1 | 0–3 | 1–2 | 2–2 | 1–6 | 1–4 | 2–3  | 0–3 |     | 0–4 | 1–1  |
| Žalgiris          | 5–2 | 1–1 | 2–1 | 7–0 | 1–0 | 1–0 | 0–0 | 8–0  | 1–0 | 3–0 |     | 4–1  |
| Žydrius           | 0–3 | 1–4 | 0–1 | 2–2 | 0–0 | 0–1 | 0–0 | 0–5  | 1–1 | 1–0 | 0–1 |      |